# Microcerella carchia
Microcerella carchia är en tvåvingeart som beskrevs av Thomas Pape 1990. Microcerella carchia ingår i släktet Microcerella och familjen köttflugor. Inga underarter finns listade i Catalogue of Life.